# Monument a Stalin (Praga)
El monument a Stalin era un grup escultòric de granit en honor de Ióssif Stalin situat a Praga, capital de Txecoslovàquia, avui República Txeca. Inaugurat el 1955, va ser la més gran representació del món de Stalin, i exemple del culte a la personalitat impulsat per l'estalinisme. Fou destruït el 1962 en el curs de la desestalinització.

## Història
Després del Cop de Praga, cop d'estat que va significar l'accés al govern de Txecoslovàquia del Partit Comunista txec el 25 de febrer de 1948, el nou govern va decidir la construcció d'aquest monument a Stalin. L'escultura seleccionada va ser la de l'escultor Otakar Švec i els esposos Jiří i Vlasta Stursa en foren designats arquitectes.

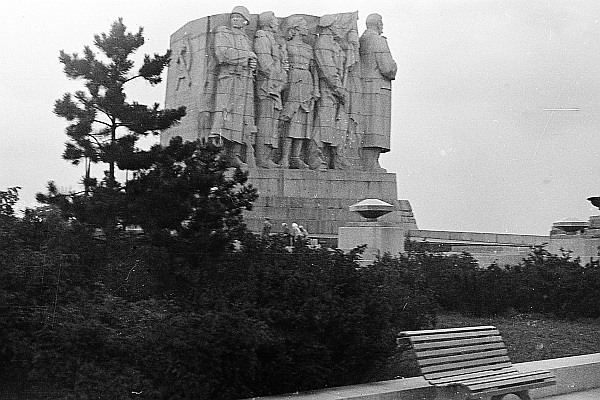
Vista des del nord-oest

### Construcció
Comença a erigir-se al turó de Letná, sobre el marge esquerre del riu Vltava (Moldava en txec), el desembre de 1949. El lloc domina estratègicament el centre històric de Praga, en quedar alineat amb el pont Čechův, el carrer Pařížská i la plaça de la ciutat vella (Staroměstské náměstí). Després de més de 5 anys i mig de treball, el primer de maig de 1955 fou finalment inaugurat. El monument tenia una estructura de formigó armat folrat amb 235 blocs de granit. Les seves mides eren 15,5 metres d'altura i 22 metres de longitud, i pesava 17.000 tones. Finalitzar-lo va costar 140 milions de corones. El monument estava situat damunt d'un pedestal de formigó enorme, que encara es pot visitar a Letná Park. Era l'estàtua de grup més gran d'Europa al seu temps. Darrere de la figura de Stalin, hi havia vuit persones de les quals quatre representaven el poble soviètic i quatre el poble txecoslovac. El monument portava aquesta inscripció: 
«A partir d'ara, el combat secular del poble txecoslovac per la seva identitat nacional i la seva independència pot ser considerat com acomplert per la victòria.» (J.V. Stalin, 16 de maig de 1945).

### Destrucció
El monument fou inaugurat dos anys després de la mort de Stalin i un any abans del XX congrés del Partit Comunista de la Unió Soviètica, on va arrencar el procés de desestalinització amb el "Discurs secret" de Nikita Khrusxov. El monument es va convertir en una creixent font de vergonya pel Partit Comunista de Txecoslovàquia, amb relació a la crítica soviètica al culte a la personalitat de Stalin, i va ser derruït amb 800 quilos d'explosius el novembre de 1962, sense publicitar-ho.

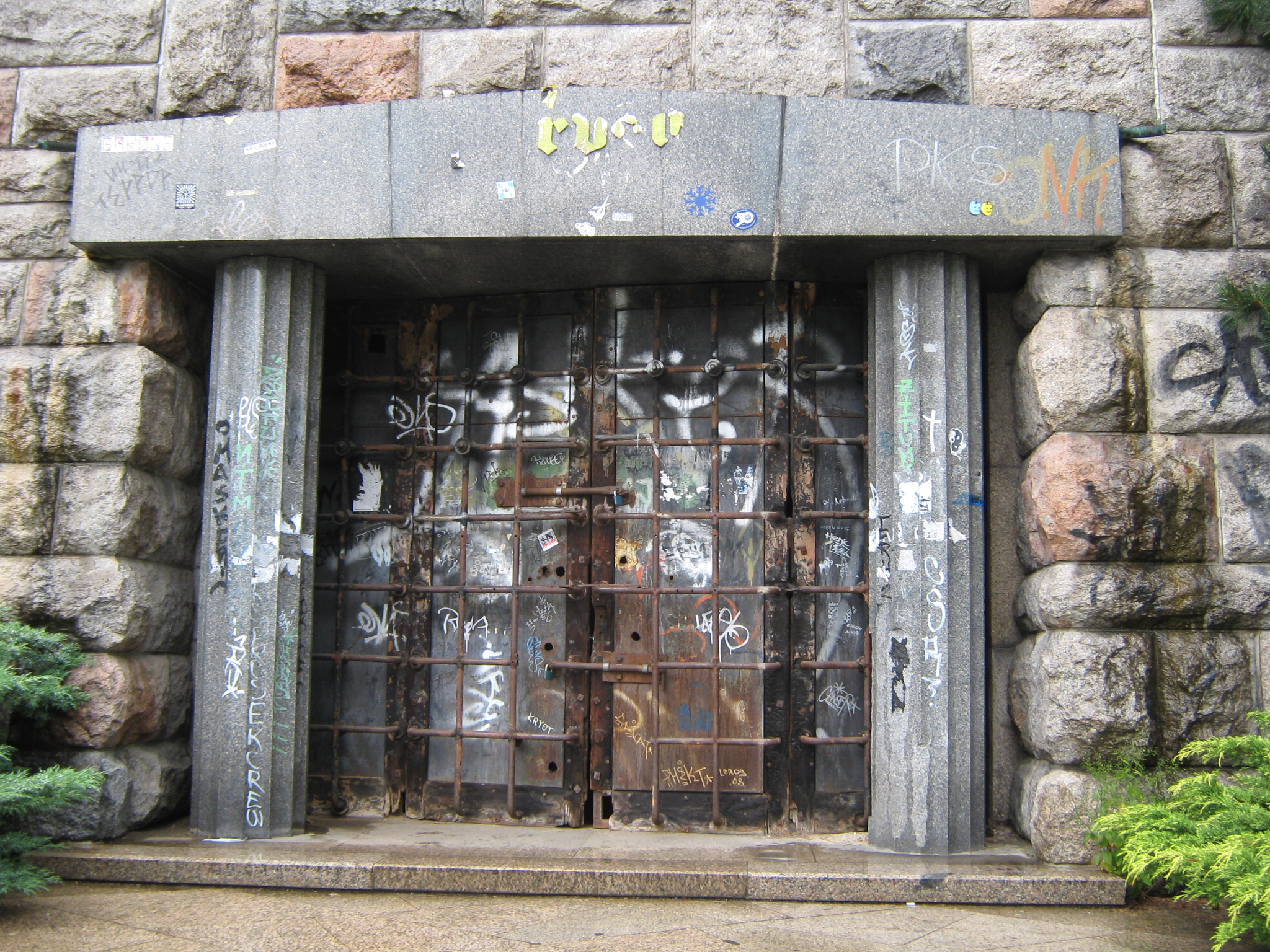
Porta del soterrani actualment

### Anys posteriors a la destrucció
El lloc del monument va restar buit durant dècades, així com l'immens espai soterrani sota el sòcol.

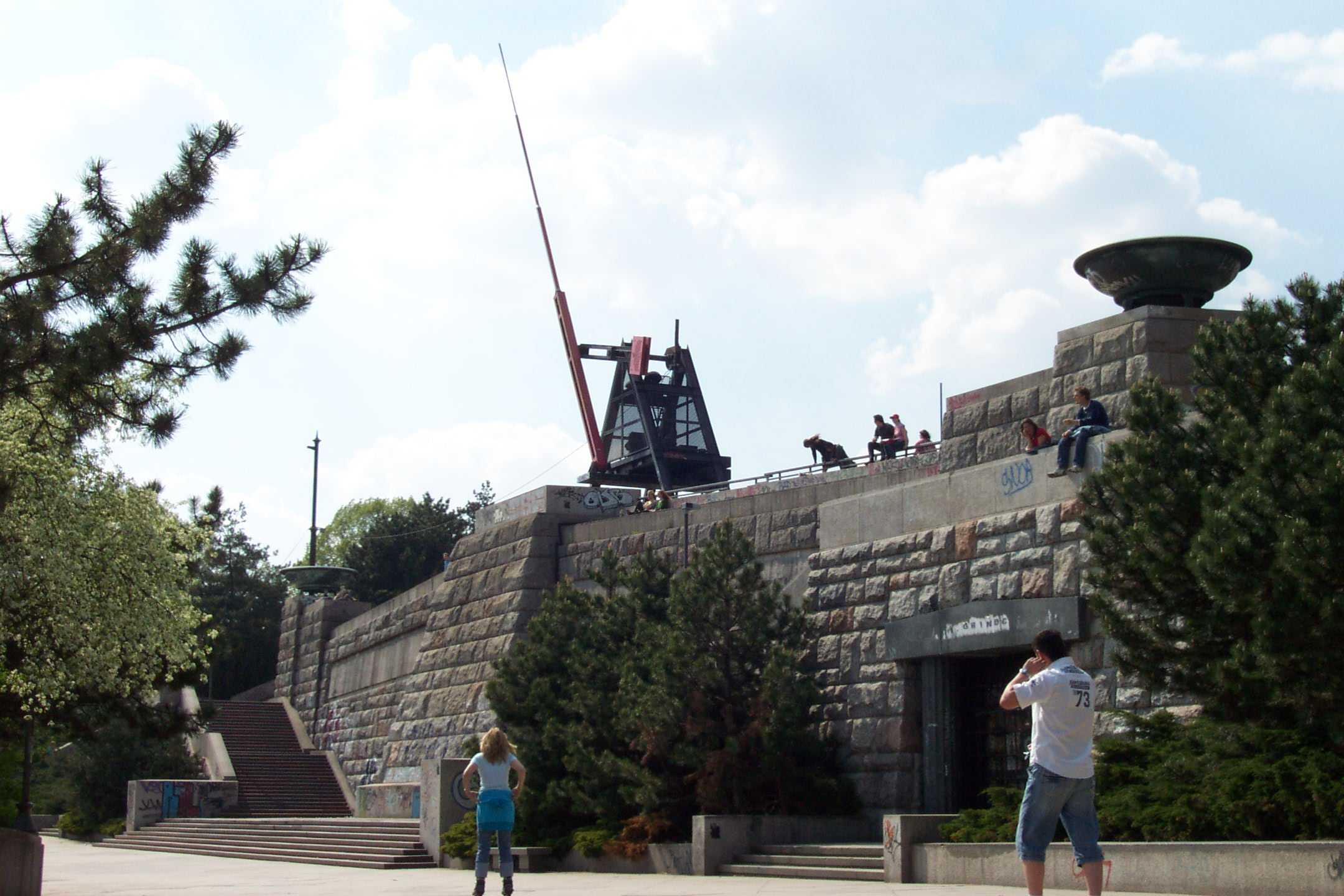
Metrònom, vist des de l'est actualment

El 1990, l'emissora de ràdio pirata Ràdio Stalin fou operada des del refugi antiaeri situat sota el sòcol de l'estàtua. El mateix refugi també fou la seu del primer club de rock de Praga, en la dècada de 1990.
Des de 1991, el pedestal de marbre s'ha utilitzat com a base d'una gegantina escultura cinètica d'un metrònom obra de l'escultor Vratislav Karel Novák.
A una placa verda sota el Metrònom s'hi llegeix:

Metrònom 

Letenské Sady 

«El Metrònom, obra de l'escultor Vratislav Karel Novák, va ser erigit el 1991 sobre el sòcol de pedra que originalment va servir com a base pel monument al líder soviètic Iósef Vissariónovitx Stalin. Els treballs en el monument a Stalin a Praga van començar cap a finals de 1949, i al maig de 1955 fou finalment inaugurat. Durant la seva existència era el grup escultòric més gran d'Europa. El monument tenia una estructura de formigó armat folrat amb 235 blocs de granit, pesava 17.000 tones i finalitzar-lo va costar 140 milions de corones. La composició gegantina, de l'escultor Otakar Svec i els arquitectes Jiří i Vlasta (la seva dona) Stursa, va presidir per no gaire temps sobre el centre medieval de Praga: en relació amb la crítica soviètica al culte a la personalitat de Stalin, fou dinamitat i retirat cap a finals de 1962.»

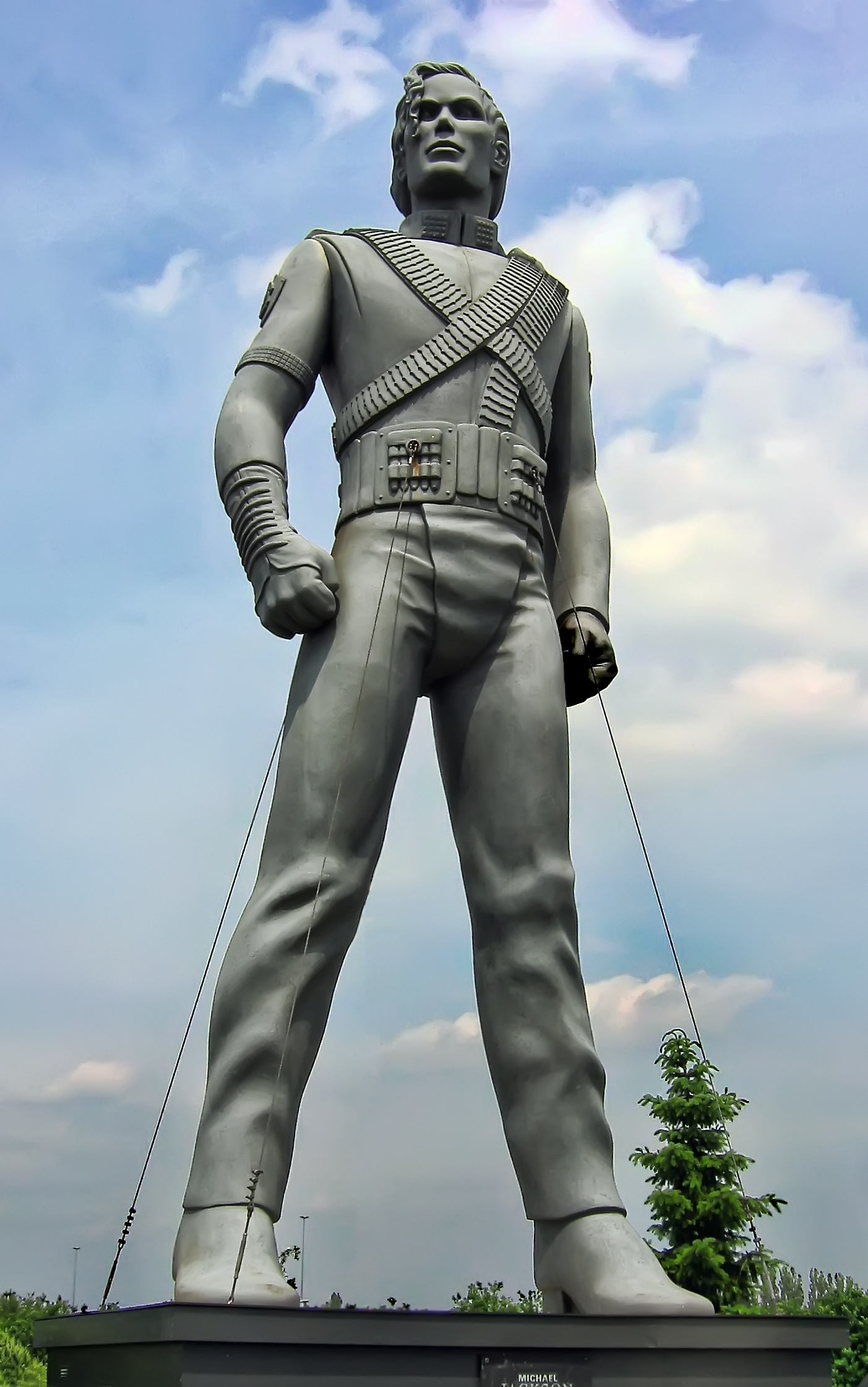
Una de les estàtues del HIStory World Tour de Michael Jackson que es conserva a Eindhoven (Països Baixos).

El 1996, el pedestal es va utilitzar breument com a base per a una estàtua de més de 10 metres d'alçada de Michael Jackson emprada com a reclam publicitari per a l'inici del seu HIStory World Tour.
Una tanca publicitària per promocionar el Partit Democràtic Cívic liderat per Václav Klaus, va ser erigida en el lloc durant les eleccions parlamentàries txeques de 1998, però va ser retirada poc després a causa de forts vents.

### Futur
La ciutat de Praga ha considerat diverses opcions per a la reconstrucció del lloc durant anys, incloent un pla per construir un aquari. El sòcol restant és considerat com un dels millors llocs per patinar amb monopatí del món, i és diàriament freqüentat pels patinadors locals, així com visitants de tot el món.

## Anècdotes
L'escultor Otakar Švec, sota pressió del govern i la policia secreta, i en rebre per correu amenaces de ciutadans txecs, es va suïcidar tres setmanes abans de la inauguració.
Aquest monument podria ser el que va inspirar l'escriptora francesa d'origen rus Elsa Triolet per la seva novel·la de 1957 "Le Monument", on fa una crítica de l'estalinisme.
Els txecs tenien per costum dir en referència als personatges darrere Stalin, que era "la cua per la carn".